# Långt broktagel
Långt broktagel (Bryoria tenuis) är en lavart som först beskrevs av Å. Eilif Dahl, och fick sitt nu gällande namn av Irwin Murray Brodo och David Leslie Hawksworth. Långt broktagel ingår i släktet Bryoria, och familjen Parmeliaceae. Enligt den finländska rödlistan är arten akut hotad i Finland. Enligt den svenska rödlistan är arten starkt hotad i Sverige. Arten förekommer i Svealand. Artens livsmiljö är naturmoskogar.